# Jablůnka
Jablůnka är en ort i Tjeckien.   Den ligger i regionen Zlín, i den östra delen av landet, 270 km öster om huvudstaden Prag. Jablůnka ligger 321 meter över havet och antalet invånare är 2 004.
Terrängen runt Jablůnka är huvudsakligen lite kuperad. Jablůnka ligger nere i en dal. Runt Jablůnka är det tätbefolkat, med 459 invånare per kvadratkilometer. Närmaste större samhälle är Vsetín, 6,0 km sydost om Jablůnka. I omgivningarna runt Jablůnka växer i huvudsak blandskog.